# The Tunnel (1935)
The Tunnel ist ein britischer Science-Fiction-Film aus dem Jahre 1935 von Maurice Elvey mit Richard Dix und Leslie Banks in den Hauptrollen. Die Geschichte basiert auf dem Roman Der Tunnel (1913) des deutschen Schriftstellers Bernhard Kellermann.

## Handlung
Ingenieur Richard "Mack" McAllan ist ein visionärer Mann. Er hatte bereits im Jahre 1940 den Bau eines Kanaltunnels zwischen Europa und den britischen Inseln beaufsichtigt und soll nun federführend bei einer noch sehr viel phantastischeren Unternehmung, dem Bau eines transatlantischen Tunnels, federführend wirken. Mack nimmt an einem Treffen im Haus des alten Millionärs Lloyd teil, zu dem auch die wichtigsten Vertreter der Stahl-, Luftfahrt-, Öl- und Rüstungsindustrie geladen wurden. Die mögliche Realisierung eines solchen Projekts ist erst durch das von ihm entwickelte sogenannte Allanit möglich geworden, eines nicht-porösen Stahls, und einem neuen Radiumbohrer, der von McAllans Freund Frederick 'Robbie' Robbins entwickelt wurde. Großfinanzier Lloyd ist der Überzeugung, dass ein solcher Tunnel dazu beitragen könnte, den Weltfrieden zu sichern. Nach einigen Debatten stimmt die Gruppe zu, das Großprojekt zu finanzieren. Drei Jahre vergehen, und die Arbeiten an dem Tunnel haben von beiden Seiten des Atlantiks begonnen, wobei McAllan die Tunnelgrabungen auf britischer Seite überwacht. Eine weltweit ausgestrahlte Fernsehübertragung berichtet von der wichtigen Leistung des Radiumbohrers und darüber, wie der sein Umfeld begeisternde McAllan eine Inspiration für die gesamte Arbeiterschaft ist.
Mehr und mehr überdeckt die Begeisterung für das Projekt McAllans Privatleben. Er vernachlässigt seine Frau Ruth und beider Sohn Geoffrey. Als Mr. Lloyd ihn sprechen will, reist McAllan zu ihm nach New York, anstatt nach Hause zu Geoffreys Geburtstagsfeier zu fahren. Wegen dieser Prioritätensetzung kommt schließlich zum Streit zwischen den beiden Eheleuten. Lloyd sagt McAllan, dass das Vertrauen der Öffentlichkeit in den Tunnelbau allmählich schwindet und er mehr Werbung machen muss, um die Begeisterung für das Projekt aufrechtzuerhalten. Eher widerwillig folgt McAllan dieser Maxime und lässt sich in Zeitschriften und Zeitungen vermarkten. Als seine Begleitung erscheint nun regelmäßig Lloyds Tochter Varlia, die heimlich in Mac verliebt ist. Ohne das Wissen ihres Gatten tritt Ruth McAllan als Krankenschwester dem Tunnelprojekt bei, wird aber aufgrund eines Gasausbruchs recht bald schwer krank und erblindet schließlich. Da Ruth glaubt, dass sie ihren Gatten an Varlia verloren hat, beschließt sie, ihn zu verlassen. Sie bittet Robbie aber, MacAllan nicht zu sagen, dass sie blind ist. Als Mack nach Hause kommt, erzählt Robbie ihm, dass Ruth gegangen ist und macht ihm heftige Vorwürfe, dass er sowohl sie als auch Geoffrey in der Vergangenheit vernachlässigt habe.
Zusammen mit Mostyn, einem weiteren schwerreichen Projekt-Finanzier, konzipiert der skrupellose Waffenfabrikant Grellier, für den der transatlantische Tunnel stets eine andere Kernfunktion, nämlich die der problemloseren Vertreibung seiner Waffensysteme, haben sollte, einen Plan, um den anderen Aktionären die Kontrolle über den Tunnel zu entreißen. Dies will er erreichen, indem er einen Wertverlust der Aktien in die Wege leitet. Damit verschaffen sich Mostyn und Grellier eine Aktienmehrheit ihres Syndikats. Nach einer Explosion informiert McAllan das Syndikat, dass die Tunnelführung geändert werden müsse, da man sich auf der Trasse unweigerlich einem unterirdischen Vulkan nähert. Da die Finanziers nicht bereit sind, weitere Gelder zu investieren, um diese Planänderung zu finanzieren, schlägt Varlia Mostyn, der sie einseitig liebt, vor, sich auf eine Beziehung mit ihm einzulassen, sollte er weiterhin bereit sein, McAllan finanziell zu unterstützen. Als Mostyn Varlias Vorschlag zustimmt, ist Grellier außer sich vor Wut und verlangt, dass Mostyn diesen Deal widerruft. Da der Investor jedoch dazu nicht bereit ist, lässt der Waffenhändler Mostyn kurzerhand ermorden.
Es hat beim Tunnelbau eine Explosion gegeben, und die Bautruppe weigert sich, zu den Tunnelarbeiten zurückzukehren. McAllan führt eine kleine Gruppe von Arbeitern an, um den Schaden zu reparieren. Zu dieser letzteren Gruppe gehört auch der inzwischen erwachsen gewordene Geoffrey McAllan. Mit der Arbeit, die nun beginnt, den Tunnel um den Vulkan herumzuführen, beginnt Mack endlich damit, seinen ihm einst entfremdeten Sohn besser kennenzulernen. Als jedoch eine weitere Explosion die Arbeiten am gesamten Tunnel bedroht, führt die Schließung der Sicherheitstüren zum Tod von Hunderten eingeschlossener Arbeiter, darunter auch Geoffrey. Ruth, die im Tunnel angekommen ist, um zu sehen, was aus Geoffrey geworden ist, trifft ihren Gatten nach vielen Jahren der Trennung wieder. Erst jetzt bemerkt er, dass sie erblindet ist. Nachdem die amerikanischen Tunnelgrabungen abgeschlossen wurden, führt McAllan vier Freiwillige, darunter „Robbie“ Robbins, in den Tunnel, um die Ausgrabung zu beenden. Umgeben von sengender Hitze im Umfeld des Vulkans bohrt sich der Radiumbohrer durch das Gestein und erreicht den Durchbruch, mit dem die britische mit der amerikanischen Seite verbunden wird. Der fertige Tunnel wird schließlich mit gemeinsamen Zeremonien auf beiden Seiten des Atlantiks eröffnet, und auch McAllan und Ruth wohnen dieser Zeremonie gemeinsam bei.

## Produktionsnotizen
The Tunnel ist eine leicht veränderte britische Neuverfilmung des deutschen Science-Fiction-Klassikers Der Tunnel von Kurt Bernhardt. Die Uraufführung erfolgte unter dem US-Titel Transatlantic Tunnel am 26. Oktober 1935 in New York City. Britische Premiere war am 12. November 1935 im Londoner Tivoli-Kino im Rahmen einer Interessenvorführung. Der Massenstart erfolgte erst am 16. März 1936. In Deutschland wurde der Streifen nie gezeigt.
Der Film verrät stark seine deutschen Einflüsse; so waren besonders an der technischen und optischen Erscheinung von The Tunnel führende aus Hitler-Deutschland geflohene Künstler beteiligt wie der Kameramann Günther Krampf, der Kostümbildner Joe Strassner und vor allem der Filmarchitekt Ernö Metzner, der für die futuristischen Designs verantwortlich zeigte.
S. C. Balcon übernahm die Produktionsleitung, Curt Siodmak lieferte die Storyvorlage. Louis Levy hatte die musikalische Leitung. Elsa Schiaparelli half Strassner bei den Kostümentwürfen.

## Kritiken
Das British Film Institute gab folgende Analyse ab: „Obwohl es nie zufriedenstellend erklärt wird, wird durchweg argumentiert, dass der gemeinsame Bau des Tunnels einem verstärkten Handel zwischen Großbritannien und Amerika, einer Lockerung internationaler Spannungen und der Verhinderung künftiger Kriege dienen soll. Um Lloyd, einen der Finanziers des Projekts, zu zitieren, bedeutet der Tunnel "Weltfrieden durch die Vereinigung der englischsprachigen Völker". Aber die Umleitung des Tunnels für die britische Filmfassung spiegelte mehr wider als nur das gegenwärtige politische Klima in Europa. Mitte der 1930er Jahre konzentrierte sich [die Produktionsfirma] Gaumont-British zunehmend darauf, den amerikanischen Markt zu erobern, während sie sich gleichzeitig von ähnlichen europäischen Unternehmungen zurückzog. Die futuristische Verbindung von Großbritannien und Amerika durch den Tunnel ("eine Arterie, durch die das Lebenselixier unserer beiden Nationen strömt") kann daher als Einkapselung der Vision des Filmunternehmens bezüglich der eigenen  Zukunft angesehen werden. Der Import von Hollywood-Schauspielern zeigt, inwieweit der Tunnel auf den amerikanischen Markt ausgerichtet war. (…) Trotz dieser Einschränkung bleibt der Film ein weitgehend unterhaltsames Stück spekulativer Fiktion, das sowohl für seine Visualisierung der Zukunft als auch für seine Kommentare zur Gegenwart faszinierend ist.“
Der Movie & Video Guide fand die Story „enttäuschend“ und konstatierte, dass die „futuristischen Bauten die Hauptbedeutung“ besäßen.
Halliwell‘s Film Guide erinnerte daran, dass der Film ein „seltenes Beispiel für britische Science Fiction jener Zeit“ sei, die allerdings deutsche Wurzeln besitze.